# ایدانتوتا
ایدانتوتا (به لاتین: Idantota) یک منطقهٔ مسکونی در سری‌لانکا است که در استان جنوبی (سری‌لانکا) واقع شده‌است.